# Lon Chaney, Jr.
Lon Chaney, Jr. (10 februarie 1906 – 12 iulie 1973), născut Creighton Tull Chaney, fiul celebrului actor de film mut Lon Chaney, a fost un actor american cel mai notabil pentru rolul lui Larry Talbot în filmul din 1941 The Wolf Man și în diferite alte filme crossover. De asemenea a portretizat alți monștri cum ar fi Mumia, Monstrul lui Frankenstein sau Contele  Alucard în numeroase filme de groază produse de Universal Studios. Este, de asemenea, notabil pentru portretizarea lui Lennie Small în Of Mice and Men.
Inițial menționat în filme ca Creighton Chaney, el a fost ulterior prezentat pe generice ca "Lon Chaney, Jr." din 1935. Chaney a fost de origine engleză, franceză și irlandeză.

## Filmografie
Aceasta este o listă a filmelor cunoscute în care a jucat Lon Chaney, Jr., grupate după decenii. Aparițiile sale în programe/filme de televiziune sunt listate separat.

### Anii 1920
- The Trap (1922) (Hand Only)[3]

### Anii 1930
- The Galloping Ghost (1931)
- Girl Crazy (1932)
- The Roadhouse Murders (1932)
- Bird of Paradise (1932)
- The Most Dangerous Game (1932)
- The Last Frontier (1932)
- The Black Ghost (1932)
- Lucky Devils (1933)
- Desert Command (1933)
- The Three Musketeers (1933)
- Son of the Border (1933)
- Scarlet River (1933)
- Sixteen Fathoms Deep (1934)
- The Life of Vergie Winters (1934)
- Girl o' My Dreams (1934)
- The Marriage Bargain (1935)
- Hold 'Em Yale (1935)
- A Scream in the Night (1935)
- Accent on Youth (1935)
- The Shadow of Silk Lennox (1935)
- The Singing Cowboy (1936)
- Undersea Kingdom (1936)
- Ace Drummond (1936)
- Killer at Large (1936)
- Rose Bowl (1936)
- The Old Corral (1936)
- Cheyenne Rides Again (1937)
- Love Is News (1937)
- Midnight Taxi (1937)
- Secret Agent X-9 (1937)
- That I May Live (1937)
- This Is My Affair (1937)
- Angel's Holiday (1937)
- Born Reckless (1937)
- Wild and Woolly (1937)
- The Lady Escapes (1937)
- One Mile From Heaven (1937)
- Thin Ice (1937)
- Charlie Chan on Broadway (1937)
- Life Begins in College (1937)
- Wife, Doctor, and Nurse (1937)
- Second Honeymoon (1937)
- Checkers (1937)
- Love and Hisses (1937)
- City Girl (1938)
- Happy Landing (1938)
- Sally, Irene and Mary (1938)
- Mr. Moto's Gamble (1938)
- Walking Down Broadway (1938)
- Alexander's Ragtime Band (1938)
- Josette (1938)
- Speed to Burn (1938)
- Passport Husband (1938)
- Straight Place and Show (1938)
- Submarine Patrol (1938)
- Road Demon (1938)
- Jesse James (1939)
- Union Pacific (1939)
- Charlie Chan in City in Darkness (1939)
- Of Mice and Men (1939)
- Frontier Marshal (1939)

### Anii 1940
- North West Mounted Police (1940)
- One Million B.C. (1940)
- Too Many Blondes (1941)
- Billy the Kid (1941)
- Man Made Monster (1941)
- San Antonio Rose (1941)
- Riders of Death Valley (1941)
- Badlands of South Dakota (1941)
- The Wolf Man (1941)
- North to the Klondike (1941)
- Overland Mail (1942)
- The Ghost of Frankenstein (1942)
- Keeping Fit (1942)
- Eyes of the Underworld (1942)
- The Mummy's Tomb (1942)
- Frontier Badmen (1943)
- Frankenstein Meets the Wolf Man (1943)
- What We Are Fighting For (1943)
- Son of Dracula (1943)
- Crazy House (1943)
- Calling Dr. Death (1943)
- Weird Woman (1944)
- The Mummy's Ghost (1944)
- Cobra Woman (1944)
- The Ghost Catchers (1944)
- Dead Man's Eyes (1944)
- House of Frankenstein (1944)
- The Mummy's Curse (1944)
- Here Come The Co-Eds (1945)
- The Frozen Ghost (1945)
- Strange Confession (1945)
- House of Dracula (1945)
- The Daltons Ride Again (1945)
- Pillow of Death (1945)
- Desert Command (1946)
- My Favorite Brunette (1947)
- Laguna U.S.A. (1947)
- Albuquerque (1948)
- The Counterfeiters (1948)
- Abbott and Costello Meet Frankenstein (1948)
- 16 Fathoms Deep (1948)

### Anii 1950
- Captain China (1950)
- There's a Girl In My Heart (1950)
- Once a Thief (1950)
- Inside Straight (1951)
- Bride of the Gorilla (1951)
- Only the Valiant (1951)
- Behave Yourself! (1951)
- Flame of Araby (1951)
- The Bushwhackers (1952)
- The Thief of Damascus (1952)
- Battles of Chief Pontiac (1952)
- High Noon (1952)
- Springfield Rifle (1952)
- The Black Castle (1952)
- Raiders of the Seven Seas (1953)
- Bandit Island (1953)
- A Lion Is in the Streets (1953)
- The Boy from Oklahoma (1954)
- Casanova's Big Night (1954)
- The Big Chase (1954)
- Passion (1954)
- The Black Pirates (1954)
- Jivaro (1954)
- Big House, U.S.A. (1955)
- I Died a Thousand Times (1955)
- The Indian Fighter (1955)
- Not as a Stranger (1955)
- The Silver Star (1955)
- The Black Sleep (1956)
- Indestructible Man (1956)
- Manfish (1956)
- Pardners (1956)
- Daniel Boone, Trail Blazer (1956)
- The Cyclops (1957)
- The Defiant Ones (1958)
- The Alligator People (1959)
- Money, Women, and Guns (1959)

### Anii 1960
- House of Terror (1960)
- The Phantom (1961)
- The Devil's Messenger (1961)
- Rebellion in Cuba (1961)
- The Haunted Palace (1963)
- Law of the Lawless (1963)
- Face of the Screaming Werewolf (1964)
- Witchcraft (1964)
- Stage to Thunder Rock (1964)
- Spider Baby (1964)
- House of Black Death (1965)
- Young Fury (1965)
- Black Spurs (1965)
- Town Tamer (1965)
- Johnny Reno (1966)
- Apache Uprising (1966)
- Welcome to Hard Times (1967)
- Dr. Terror's Gallery of Horrors (1967)
- Hillbillys in a Haunted House(1967)
- The Far Out West (1967)
- Cannibal (1968)
- Buckskin (1968)
- The Fireball Jungle (1969)
- The Female Bunch (1969)
- A Stranger in Town (1969)

### Anii 1970
- Dracula vs. Frankenstein (1971)

## În televiziune (selecție)
- Versatile Varieties (1949-1950)
- The Red Skelton Show, cinci episoade  (1954-1959)
- Studio 57 ca Jubal Pickett în "The Ballad of Jubal Pickett" (1955)
- Hawkeye and the Last of the Mohicans (1957)   Chaney a apărut regulat în acest serial de televiziune, portretizând rolul luiChingachgook
- Along the Mohawk Trail (1957)
- The Redmen and the Renegades (1957)
- The Pathfinder and the Mohican (1957)
- Tombstone Territory ca Marshal Daggett în "The Black Marshal from Deadwood" (1958)
- Rawhide ca Jesse Children în "Incident on the Edge of Madness (1959) și ca Rock în "Incident at Spider Rock" (1963)
- The Texan ca Wylie Ames în "No Love Wasted" (1959)
- General Electric Theater ca Bucknell in "The Family Man" (1959)
- 13 Demon Street, gazda unui serial-antologie de groază (1959)
- Border Patrol ca un gangster în "The Homecoming" (1959)
- Wanted: Dead or Alive ca Șerif Lon Paulson în "The Empty Cell" (1959)
- The Rough Riders ca Ben "Pa" Hawkins în "An Eye for an Eye" (1959)
- Have Gun - Will Travel, două episoade, 1959 și 1963
- Johnny Ringo ca Ben Rafferty în "The Raffertys" (1960)
- Wagon Train, două episoade (1960-1961)
- Bat Masterson ca Rance Fletcher în "Bat Trap" (1961)
- The Deputy ca Tom Arnold în "Brother in Arms" (1961)
- Kondike ca Macfin în "The Hostages" (1961)
- Stagecoach West ca Ben Wait în "Not in Our Stars" (1961)
- Dick Powell's Zane Grey Theater ca Michael Peters în "A Warm Day in Heaven" (1961)
- Surfside 6 ca s Tank Grosch în "Witness for the Defense" (1961)
- Route 66, trei episoade (1961-1963)
- Lawman ca Jess Bridges în "The Tarnished Badge" (1962)
- The Rifleman ca Charlie Gordo în "Gunfire" (1962)
- Empire ca Bart Howe în "Hidden Asset" (1963)
- Pistols 'n' Petticoats ca Chief Eagle Shadow, două episoade (1966-1967)
- The Monkees ca Lenny în "Monkees in A Ghost Town" (1966)